# Страхопоштовање
Страхопоштовање је емоција коју је Роберт Плучик обликовано као комбинацију изненађења и страха.
Речничка дефиниција страхопоштовања је „неодољив осећај поштовања, дивљења, страха који производи оно велико, узвишено, изузетно моћно, попут страха од Бога, страхопоштовања према великим политичким личностима”. Друга дефиниција речника је „помешана емоција поштовања, страха и чуђења инспирисана ауторитетом, генијем, великом лепотом, узвишеношћу или моћи: Осећали смо страхопоштовање док смо размишљали о Баховим делима. Посматрачи су били задивљени разорном снагом новог оружја”.
Уопште, страхопоштовање је усмерено на објекте за које се сматра да су моћнији од субјекта, попут Кеопсове пирамиде, Великог кањона, пространости космоса или божанства.

## Дефиниције
Страхопоштовање је тешко дефинисати, а значење речи се временом променило. Повезани концепти су чудо, дивљење, висина и узвишеност. У Awe: The Delights and Dangers of Our Eleventh Emotion, неуропсихолог и гуру позитивне психологије Пол Персол представља феноменолошку студију страхопоштовања. Дефинише страхопоштовање као снажан и збуњујући осећај повезаности са запањујућим свемиром који је обично далеко изван уског појаса наше свести. Персол види страхопоштовање као једанаесту емоцију, изван оних које су сада научно прихваћене (љубав, страх, туга, срамота, радозналост, понос, срећа, депресија, кривица и бес). Већина дефиниција допушта да страхопоштовање буде позитивно или негативно искуство, али на питање да опишу догађаје који изазивају страхопоштовање, већина људи наводи само позитивна искуства.

## Етимологија
Израз страхопоштовање потиче од староенглеске речи ege, што значи терор, страх, страхопоштовање, која је настала од грчке речи áchos, што значи бол. Реч страва потиче од речи страхопоштовање крајем 16. века, што значи испуњено страхопоштовањем. Реч грозно такође потиче од речи страхопоштовање, како би заменила староенглеску реч egeful (страшно).

## Страхопоштовање
Страхопоштовање је недавно постало тема од интереса за атеистичке групе, као одговор на изјаве неких верских појединаца који кажу да атеисти не доживљавају страхопоштовање или да доживљавање страхопоштовања чини неког духовнијим или религиознијим, а не атеистом.
Страхопоштовање се често везује за религију, али оно може бити и секуларно. Фил Цукерман га је описао у књизи Religion for Atheists.